# 유럽 전승 기념일

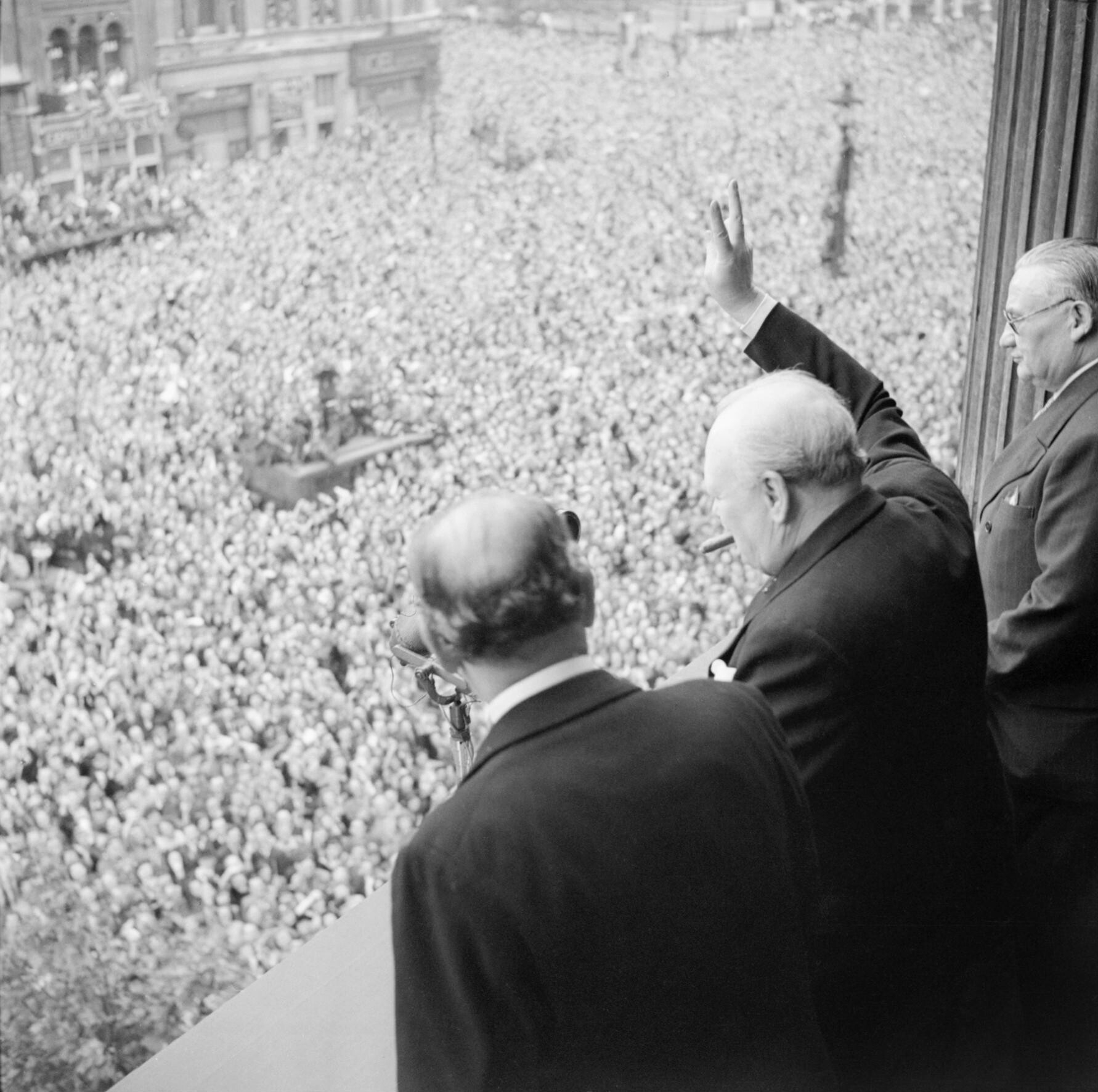
윈스턴 처칠은 5월 8일에 화이트홀에서 군중들에게 손을 흔들며 종전을 축하했다.

유럽 전승 기념일(영어: Victory in Europe Day 빅토리 인 유럽 데이[*], 영어: VE Day 브이이 데이[*])은 1945년 5월 8일을 기념한 날로, 제2차 세계 대전에서 연합국이 나치 독일의 무조건 항복에 허가하고 아돌프 히틀러의 나치 독일이 멸망한 날이다. 독일 세력의 공식적인 항복 후, 채널 제도에 주둔하던 독일군은 1945년 5월 9일까지 항복하지 않았다. 독일의 항복은 히틀러의 자살과 베를린 전투의 소련의 승리로 독일의 총통인 카를 되니츠가 승인했다. 되니츠가 관리하는 정부는 플렌스부르크 정부로 알려졌다. 독일의 항복은 7일에 프랑스의 랭스에서, 8일에 독일의 베를린에서 비준되었다.

## 축하
나치 독일의 패배 행사는 유럽 및 북아메리카에서 거행되었다. 모스크바에서 뉴욕까지 사람들은 환호했다.
영국에서는 유럽에서의 전쟁의 끝을 기념하기 위해 백만명 이상이 거리로 나왔다. 런던에서는 트라팔가 광장과 몰로 관중들이 나와서 버킹엄 궁전에서는 조지 6세와 엘리자베스 보우스라이언이 총리 윈스턴 처칠과 함께 궁전 발코니 앞에 나와서 군중들 앞으로 나왔다. 엘리자베스 공주와 마거릿 공주는 군중 사이에 비밀리에 행사에 참가할 수 있게 했다.
미국에서는 그 날 61세 생일을 맞이한 해리 S. 트루먼 대통령이 약 1달 전(4월 12일) 뇌일혈로 사망한 전 대통령인 프랭클린 D. 루스벨트에게 승리를 바쳤다. 국기는 루스벨트 사후 30일간의 애도 기간이 남아있었으므로 조기를 게양했다. 트루먼은 고 루스벨트 대통령에게 승리를 바치며 그의 유일한 소원은 "루스벨트가 살아서 오늘을 볼 수 있기를 바랐다"며 조기를 게양하도록 했다. 시카고, 로스앤젤레스, 마이애미, 그리고 뉴욕의 타임 스퀘어에서 대규모 행사가 열렸다. 캐나다에서 대규모 축하 행사는 헬리펙스 폭동에 의해 손상되었다.

### 소련의 승리의 날
소련은 5월 8일 대신 모스크바 시간으로 5월 9일에 승전 기념일을 갖는다. 소련이 해체된 이후, 소련의 구성국이었던 나라들(강제 병합된 적 있는 발트 3국은 제외)도 5월 9일을 승리의 날로 한다.

## 승리의 날이 공휴일인 국가
- 영국: 1995년 5월제, 은행 휴무일이 5월 1일에서 5월 8일로 옮겼다. 그 해에 제2차 세계 대전 종전 50주년을 기념했다.
  - 채널 제도: 해방의 날. 뉴저지섬과 건지섬(5월 9일), 사크섬(5월 10일)
- 옛 동독: 1950년 ~ 1966년, 1980년: "Tag der Befreiung"(해방의 날), 1975년 ~ 1990년: "Tag des Sieges"(승리의 날) 5월 9일.
- 프랑스: "Victoire 1945"(1945년승리)
- 슬로바키아: "Deň víťazstva nad fašizmom"(대파시즘전승기념일)[8]
- 체코: "Den vítězství"(승리의 날) 또는 "Den osvobození"(해방의 날)
- 노르웨이: "Frigjøringsdagen"(해방의 날)
- 덴마크: "Befrielsen"(해방) 5월 5일.
- 네덜란드: "Bevrijdingsdag"(해방의 날) 5월 5일.
- 우크라이나: "Дењ Перемоги над нацизмом"(나치스로부터의 승리의 날, 5월 9일)
- 이스라엘: "חגיגות יום הניצחון בארץ ישראל"(나치스로부터의 승리의 날) 5월9일

## 같이 보기
- 대일 전승 기념일
- 유럽의 제2차 세계 대전 종전